# 시랜드 공국
시랜드 공국(영어: Principality of Sealand)은 영국 서퍽주 근해에 있는 마이크로네이션이다. 1967년에 건국한 이래 스스로 공국임을 선언하고 있다. 하지만 일반적인 국가들은 시랜드 공국을 국가나 합법 정부로 승인하지 않고 있다. 합법 정부로 승인받지 않은 다른 초소형국민체만 상호 승인하고 있다. 공작이 통치한다.

## 역사
영국은 제2차 세계 대전 중에 해안 방위의 거점을 마련하기 위하여 4개의 해상 요새와 다수의 해상 벙커를 건설하였다. 시랜드 공국이 영토로 삼고 있는 러프 요새는 원래 영국에서 10km 떨어진 바다 한가운데에 위치한 해상 요새로, 1942년에 건설되었다. 전시중에는 150~300명의 병력이 상시 거주하고 있었으나, 전쟁 종료 이후에 요새는 방치되었다.
그러던 것이 1967년 9월 2일 원래 영국 육군 소령이었으며 해적방송의 운영자였던 패디 로이 베이츠가 당시 영국의 영해 밖에 존재하고 있던 이 요새에 독립선언을 발표하여 이 요새를 시랜드라고 이름짓고 자신도 로이 1세라고 명명하였다. 영국은 재판을 걸었으나, 1968년 11월 25일에 나온 판결에 의하면, 시랜드 공국이 위치한 러프 요새는 영국의 영해 밖에 존재하며, 주변국들도 영유권을 주장하지 않았음을 이유로 영국의 사법권에서 벗어나게 되었다. 당시에는 3해리의 바다만 국가의 소유였으며 현재는 12해리로 확장되었다. 하지만 시랜드를 독립 국가로 인정한 나라나 정부는 없으며, 국제적으로 시랜드 공국은 인정되지 않고 있다. 그렇지만 이 국가는 여권, 화폐는 물론 축구 국가대표팀도 있다. 베이츠가 시랜드 공국을 선포한 이듬해인 1968년 영국 해군이 시랜드에 접근해 강제 퇴거를 시도했으나 베이츠가 경고 사격을 하는 등 강력히 대응하여 그냥 돌아갔다.
1967년에 패디 로이 베이츠는 시랜드 공국을 독립국으로 선언하고 자신을 공작이라 칭하여 자신의 가족들과 시랜드 공국의 주민을 자처한 20여명의 사람들을 불러들였다. 그러나 영국 정부는 러프 요새의 안에는 로이 1세의 가족밖에 없을 거라 생각하였다. 그러나 1년 후에 러프 요새의 근처를 지나던 영국 해군의 함정이 요새의 해상 벙커에서 많은 주민들을 발견하였다. 그러자 갑자기 위협을 느낀, 로이 1세의 아들인 마이클 베이츠가 영국 해군의 함정에 총격을 가하였다. 당황한 영국 해군은 군사를 모아 시랜드 공국이 있는 러프 요새에 진입하고 강제로 로이와 그의 가족 및 시랜드 공국의 주민들을 강제 퇴거시키려고 하였으나, 이에 대한 영국 법원은 '시랜드는 영국 영해 밖 공해상에 있기 때문에 영국의 사법권이 미칠 수 없다'라고 판결을 내리면서 영국 해군에게 회항하도록 하여 일단 내렸다. 이렇게 시랜드 공국은 끈질기게 독립을 지켜내었다.

### 외자의 난
외자의 난(外資ー 亂)은 1978년에 시랜드 공국에서 일어난 유일한 내전이다. 이 사건으로 인해 시랜드 공국은 독립에 대한 진지함을 전세계에 보여주었다.

#### 배경
1978년에 시랜드 공국에 알렉산드르 아헨바흐라는 독일인과 한 독일 사업가와 네덜란드 사업가가 찾아왔다. 돈이 많은 그들은 여기를 자신의 것으로 만들고 싶어하였고, 시랜드 섬을 자신의 소유로 만들기 위하여 당시 시랜드의 공작이었던 로이 1세가 잠시 요새를 떠난 사이 그의 아들인 마이클 베이츠를 포로로 잡고 무단으로 시랜드 안의 콘크리트 구조물을 점거하기 시작하였다. 그러자 로이 1세와 당시 시랜드 공국의 주민으로 등록되어 있던 20명의 사람들이 총출동하여 그들을 진압하고, 그 사업가들을 포로로 삼아 독일 정부와 포로협상을 벌였다. 결국 사업가는 떠나고 시랜드는 독립을 지키게 되었다. 그런데 그들 중 네덜란드 사업가는 시랜드의 총리였다. 시랜드 공국에서는 사건을 '외자(外資)의 난'이라고 부르고 있고 이 사건은 시랜드 공국의 유일한 독립 운동 사건으로 남게 되었다.

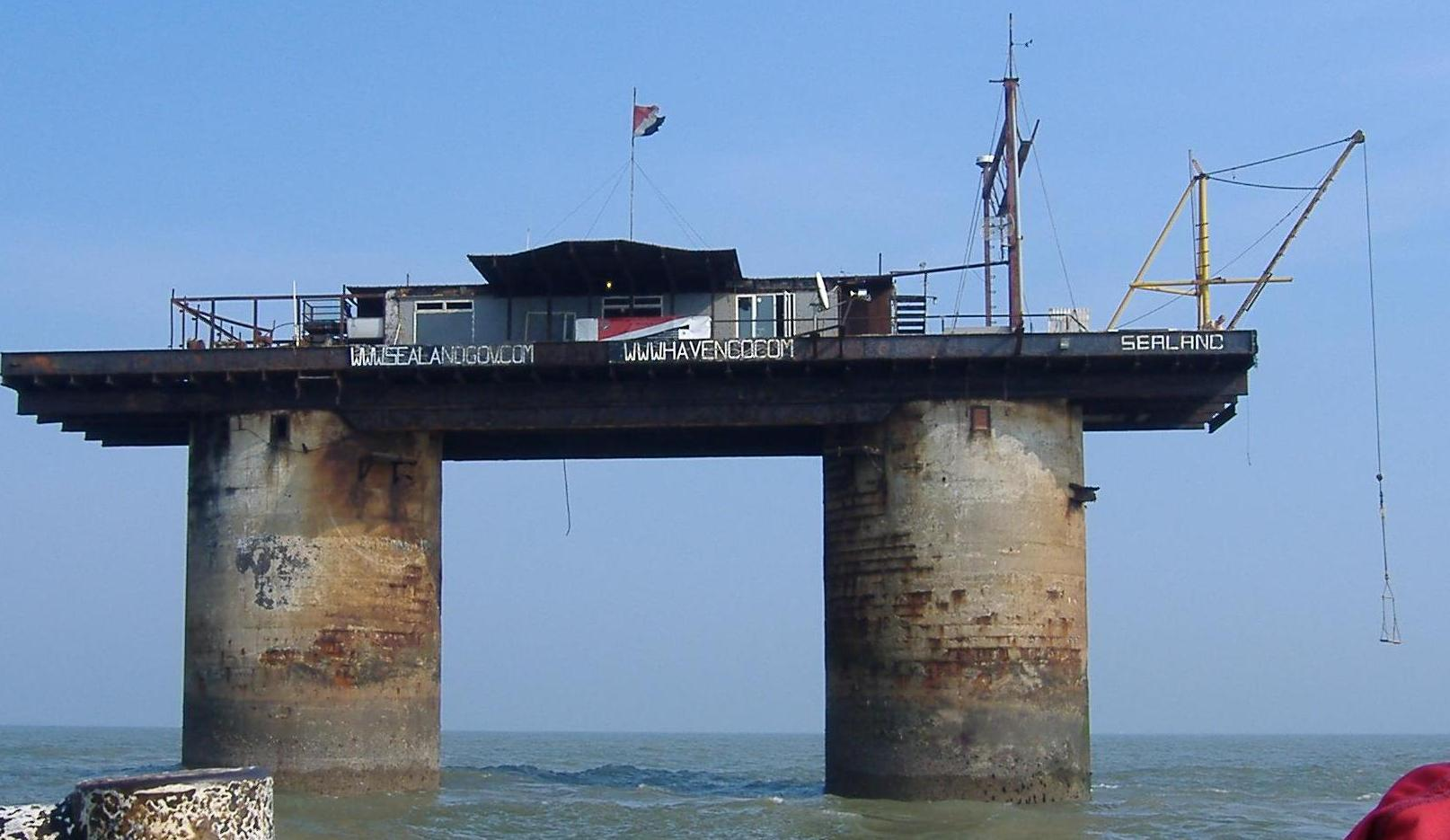
2006년 화재가 난지 2달 후의 시랜드 공국

### 현재 상황
1999년 로이 1세의 양위로 아들 마이클이 2대 공작이 되었다. 한때는 시랜드 공국에서 발행한 여권이 위조 되어 국제경찰이 범인을 찾고 있으나 아시아를 비롯 전 세계에서 마약밀매 등에 사용되어 어려움을 겪고 있다고 한다. 시랜드 공국의 여권이 범죄에 인기인 것은 영국인들도 시랜드의 존재를 모르는 사람이 많기 때문에 위조해도 들킬 가능성이 적다는 좋은 조건이기 때문이다.
2006년 6월 23일, 노후화된 발전기에서 화재가 발생하여, 당시 상주하고 있던 단 한 명의 병사는 영국 공군에 의해 구조되었다. 화재 후 국토는 폐허가 되었다. 그 후 시랜드의 구조물을 재건하는 공사가 진행되었으며, 2006년 11월에 완료되었다. 그러나 이 공사로 인해 재정난에 시달리던 2대 공작인 마이클 베이츠는 2007년 1월에 시랜드 공국의 공작위와 영토를 통째로 매물로 내놓았다. 이 같은 사실이 잠시 큰 화제가 되었고, 이에 한 일본인이 시랜드 공국을 매입할 의사를 밝혔으나, 교통 불편 등의 이유로 매입 의사를 철회하였다.

## 지리
이 나라는 인공 구조물인 러프 요새에 세워져 있으며, 북종쪽으로는 바다를 사이에 두고 영국의 서퍽주와 접하고 있다. 러프 요새는 제2차 세계 대전 중 건설된 콘크리트 구조의 해상 요새로 면적은 550 m²으로 집계되어 있다.

## 정치
이 나라는 공작이 통치하는 군주제 국가이다. 영국과는 달리 총리가 없으며, 국민이라고해야 2대 공작인 마이클 베이츠, 그리고 이들의 가족과 이들에 의해 고용된 일부 사람들이 전부이므로 사실상 전제군주제가 실시되고 있다. 본래 한화로 약 9만원의 가격으로 귀족의 자리를 얻을 수 있게 되었다가, 이후에 한화 약 4만 5천원으로 가치가 하락했다.

## 스포츠
시랜드 공국이 이렇게 작은 나라임에도 불구하고 자체 축구 국가대표팀을 선발한 적이 있다.